# Port de commerce d'Avignon - Le Pontet
Le port de commerce d'Avignon-Le Pontet est un port fluvial situé sur la rive gauche du Rhône, au Pontet, à l'est d'Avignon.

## Histoire
Le port de commerce d'Avignon est géré par la Chambre de commerce et d'industrie d'Avignon, depuis 1961. Il est l'un des cinq ports de commerce de la région Provence-Alpes-Côte d'Azur, qui compte un second port fluvial, à Arles, et trois ports maritimes, à Nice, Toulon et Marseille.

## Zone portuaire
Sur une zone de 7 hectares, le port dispose d'un quai de 143 mètres de long, d'une zone de stockage de 2 400 m2, d'un pesage sur pont à bascule de 50 tonnes, et de deux grues. À la suite d'un accord avec l'État, en 2011, un plan d'investissement des infrastructures de 5 millions d'euros est en cours de mise en place : ce plan prévoit de nouvelles installations d'entreprises sur la zone portuaire, dans le respect des nouvelles règles environnementales.